# Catch wrestling
Catch wrestling (traducido literalmente como «lucha de enganche») es un deporte de combate desarrollado en Gran Bretaña alrededor de 1870. Fue, originariamente, generado en los entretenimientos circenses como prueba de fuerza; pero terminó derivando en su propio estilo, incluyendo técnicas de agarre y sumisión ("hooks"). La disciplina en sí misma deriva de varias fuentes; entre ellas la lucha libre y sus estilos regionales ingleses e irlandeses, lucha grecorromana, jiu-jitsu japonés e incluso pehlwani hindú. El catch wrestling es una parte importante de la lucha libre profesional y las artes marciales mixtas modernas, especialmente en Japón, donde es la base del shoot wrestling.

## Artes marciales
Karl Gotch fue un luchador de catch y aprendiz en el Snake Pit de Billy Riley en Whelley, Wigan. Gotch enseñó catch a luchadores profesionales japoneses en la década de 1970, incluyendo Antonio Inoki, Tatsumi Fujinami, Hiro Matsuda, Osamu Kido, Satoru Sayama y Yoshiaki Fujiwara. Empezando en 1976, Inoki celebró una serie de luchas mixtas contra campeones de otros estilos. Esto produjo una inmensa popularidad a la disciplina en Japón.
Los estudiantes de Gotch formaron la Universal Wrestling Federation en 1984, donde dieron comienzo al shoot wrestling. Cuando la empresa se separó, sus miembros empezaron a promover la lucha real o artes marciales mixtas (MMA) en Japón en empresas como Shooto, Pancrase y RINGS, contando todavía con hondas influencias del catch. Billy Robinson, también aprendiz de Riley, se convirtió en entrenador de la (todavía predeterminada) Union of Wrestling Forces International. Consecuentemente, varios luchadores de MMA, especialmente los entrenados en shoot, han utilizado el catch como su ofensiva principal. Entre ellos están Kazushi Sakuraba (entrenado en UWF-i), Takanori Gomi (Shooto), Randy Couture, Kamal Shalorus y Josh Barnett.
El término no holds barred fue originalmente usado para describir los torneos de catch en el siglo XIX, donde ningún movimiento estaba prohibido, sin importar su peligrosidad. El término fue luego aplicado a las MMA, especialmente con el advenimiento de Ultimate Fighting Championship.